# Бец, Николай Филиппович
Николай Филиппович Бец (5 февраля 1947, Челябинск — 6 мая 2022, Челябинск) — советский хоккеист, нападающий. Советский и российский тренер. Мастер спорта СССР. Заслуженный тренер России (1993).

## Биография
С 12 лет — в команде ЧТЗ, тренер Виктор Иванович Столяров. Начинал играть в команде 13-летних, прибавив при поступлении себе год. Всю игровую карьеру — 14 сезонов (1964/65 — 1977/78) провёл в челябинском «Тракторе». Сыграл 514 матчей, набрал 303 очка (221+82).
В дебютном сезоне в чемпионате СССР-1964/65 играл в звене с Виктором Кунгурцевым и Виктором Шевелёвым. Следующие три сезона отыграл во второй группе класса «А», становясь лучшим бомбардиром команды — 28, 21 и 27 шайб соответственно. Начинал в звене с Владимиром Пыжьяновым и Анатолием Картаевым, затем стал центром тройки с Михаилом Природиным и Анатолием Егоркиным, которого сменил Юрий Валецкий.
Бронзовый призёр чемпионата СССР 1976/77.
Автор юбилейных, 1500-й и 3000-й шайб «Трактора».
После завершения карьеры игрока два сезона 1978/79-1979/80 работал в «Тракторе» тренером. С 1981 года стал работать тренером в СДЮСШОР «Трактор». Чемпион СССР среди юношей 1984/85, победитель первенства спецклассов 1985/86, чемпион РСФСР среди младших юношей 1982/83, 1983/84 (1970 г.р.), чемпион РСФСР среди юношей 1987/88, чемпион СССР среди юношей 1990/91, победитель первенства спецклассов 1990/91 (1975 г.р.), чемпион России 1997/98, серебряный призёр чемпионата России 1999/2000 (1985 г.р.), серебряный призёр чемпионата России 2008/09 (1996 г.р.).
Среди воспитанников — Андрей Баталов, Станислав Туголуков, Сергей Тертышный, Сергей Рябкин, Вадим Гловацкий, Виталий Ячменёв, Александр Бойков, Андрей Кудинов, Лео Штефан, Евгений Бобыкин, Алексей Денисов, Дмитрий Иванов, Павел Лазарев, Алексей Коковин, Владимир Кречин, Дмитрий Леонов.
Скончался 6 мая 2022 года в возрасте 75 лет. Похоронен на Успенском кладбище.
Сын Максим (род. 1974) также хоккеист и тренер. Сын Олег (род. 1967) — хоккеист.